# Serie A 1953/54
De Serie A 1953/54 was het 51ste voetbalkampioenschap (scudetto) in Italië en het 23ste seizoen van de Serie A. Internazionale verlengde de titel.

## Eindstand
|     | Team           | Ptn | Wed | W  | G  | V  | DV | DT | +/- |
| --- | -------------- | --- | --- | -- | -- | -- | -- | -- | --- |
| 1.  | Internazionale | 51  | 34  | 20 | 11 | 3  | 67 | 32 | +35 |
| 2.  | Juventus       | 50  | 34  | 20 | 10 | 4  | 58 | 34 | +24 |
| 3.  | Milan          | 44  | 34  | 17 | 10 | 7  | 66 | 39 | +27 |
| 3.  | Fiorentina     | 44  | 34  | 15 | 14 | 5  | 45 | 27 | +18 |
| 5.  | Napoli         | 38  | 34  | 13 | 12 | 9  | 52 | 38 | +14 |
| 6.  | AS Roma        | 36  | 34  | 12 | 12 | 10 | 53 | 42 | +11 |
| 6.  | Bologna        | 36  | 34  | 14 | 8  | 12 | 50 | 41 | +9  |
| 8.  | Sampdoria      | 34  | 34  | 11 | 12 | 11 | 38 | 40 | -2  |
| 9.  | Torino         | 33  | 34  | 9  | 15 | 10 | 37 | 46 | -9  |
| 10. | Atalanta       | 31  | 34  | 10 | 11 | 13 | 54 | 53 | +1  |
| 11. | Lazio Roma     | 29  | 34  | 10 | 9  | 15 | 40 | 42 | -2  |
| 12. | Genoa CFC      | 28  | 34  | 10 | 8  | 16 | 36 | 50 | -14 |
| 12. | Triestina      | 28  | 34  | 9  | 10 | 15 | 42 | 64 | -22 |
| 14. | Novara         | 27  | 34  | 8  | 11 | 15 | 34 | 50 | -16 |
| 15. | Udinese        | 26  | 34  | 8  | 10 | 16 | 39 | 57 | -18 |
| 15. | Spal           | 26  | 34  | 8  | 10 | 16 | 33 | 53 | -20 |
| 15. | Palermo        | 26  | 34  | 9  | 8  | 17 | 37 | 59 | -22 |
| 18. | Legnano        | 25  | 34  | 6  | 13 | 15 | 44 | 58 | -14 |

Scudetto:
1898 ·
1899 ·
1900 ·
1901 ·
1902 ·
1903 ·
1904 ·
1905 ·
1906 ·
1907 ·
1908 ·
1909 ·
1909/10 ·
1910/11 ·
1911/12 ·
1912/13 ·
1913/14 ·
1914/15 ·
1915/16 · 1916/17 · 1917/18 · 1918/19 · 
1919/20 ·
1920/21 ·
1921/22 ·
1922/23 ·
1923/24 ·
1924/25 ·
1925/26 ·
1926/27 ·
1927/28 ·
1928/29

Serie A:
1929/30 ·
1930/31 ·
1931/32 ·
1932/33 ·
1933/34 ·
1934/35 ·
1935/36 ·
1936/37 ·
1937/38 ·
1938/39 ·
1939/40 ·
1940/41 ·
1941/42 ·
1942/43 ·
1944/45 ·
1945/46 ·
1946/47 ·
1947/48 ·
1948/49 ·
1949/50 ·
1950/51 ·
1951/52 ·
1952/53 ·
1953/54 ·
1954/55 ·
1955/56 ·
1956/57 ·
1957/58 ·
1958/59 ·
1959/60 ·
1960/61 ·
1961/62 ·
1962/63 ·
1963/64 ·
1964/65 ·
1965/66 ·
1966/67 ·
1967/68 ·
1968/69 ·
1969/70 ·
1970/71 ·
1971/72 ·
1972/73 ·
1973/74 ·
1974/75 ·
1975/76 ·
1976/77 ·
1977/78 ·
1978/79 ·
1979/80 ·
1980/81 ·
1981/82 ·
1982/83 ·
1983/84 ·
1984/85 ·
1985/86 ·
1986/87 ·
1987/88 ·
1988/89 ·
1989/90 ·
1990/91 ·
1991/92 ·
1992/93 ·
1993/94 ·
1994/95 ·
1995/96 ·
1996/97 ·
1997/98 ·
1998/99 ·
1999/00 ·
2000/01 ·
2001/02 ·
2002/03 ·
2003/04 ·
2004/05 ·
2005/06 ·
2006/07 ·
2007/08 ·
2008/09 ·
2009/10 ·
2010/11 ·
2011/12 ·
2012/13 ·
2013/14 ·
2014/15 ·
2015/16 ·
2016/17 .
2017/18 ·
2018/19 ·
2019/20 ·
2020/21 ·
2021/22 ·
2022/23 ·
2023/24 .
2024/25